# BS25999
BS25999-1:2006  Code of Practice for Business Continuity Management（BCM实践指南-指引文件）為英國標準協會(British Standards Institution, BSI)針對營運持續管理的議題，提出的管理規範與認證標準。
其主要的目的是指導各類型組織與企業，辨識可能造成組織營運中斷或失效的威脅事件，透過資源準備與控制措施，以建置組織針對這類事件的預防應變體系。